# Allendorf (Lumda)
Allendorf település Németországban, Hessen tartományban. Lakosainak száma 4101 fő (2023. december 31.).

## Népesség
A település népességének változása:
| Lakosok száma | 4129 | 4092 | 4090 | 4060 | 4065 | 4101 |
|               | 2014 | 2017 | 2019 | 2021 | 2022 | 2023 |